# Nycteris madagascariensis
Nycteris madagascariensis — вид рукокрилих родини Nycteridae.

## Поширення
Цей вид відомий тільки з двох екземплярів, пійманих у північній частині Мадагаскару.

## Загрози та охорона
Загрози для цього виду не відомі. Не відомо, чи вид присутній в будь-якій з охоронних територій.